# Louis Saguer
Louis Saguer, nascut Wolfgang Simoni, (Berlín-Charlottenburg, 26 de març, 1907 - 1 de març de 1991) va ser un compositor d'origen alemany que es va naturalitzar ciutadà francès el 1947.

## Biografia
Simoni, després d'estudiar piano, composició i direcció al Conservatori Stern de Berlín, esdevingué el col·laborador d'Edmund Meisel per a la música de diverses pel·lícules (El cuirassat Potemkin de Serguei Eisenstein, October: Ten Days That Shook the World, The Holy Mountain d'Arnold Fanck).
Cap de cant, ajudant de direcció i coreògraf de l'Òpera Estatal de Berlín, director d'orquestra i ajudant de direcció del Piscator Theatre, va continuar la seva tasca formativa d'orquestració el 1929 a París on s'instal·là definitivament uns anys més tard. Després d'un inici difícil, va esdevenir director de la "Chorale populaire" de París, propera al Partit Comunista. Va compondre cançons i obres ocasionals.
Saguer va morir el 1991 a París als 83 anys.

## Música per al cinema
- 1959: Le Signe du Lion de Éric Rohmer

## Premis
- 1961: Premi Copley a Chicago
- 1964: Gran Premi de Mònaco per la seva òpera Mariana Pineda inspirada en el tràgic destí de la Mariana Pineda, heroïna homònima.
- 1973: Primer premi de l'Associació Nacional de Músics Negres per Daybreak in Alabama
- 1974: Prix de la Societat d'Autors, Compositors i Editors de Música.